# AKARI (プロレスラー)
AKARI（アカリ、1994年2月9日 - ）は、チリの女子プロレスラー。バルパライソ州サンアントニオ県出身。本名はベニータ・エルゲタ。PURE-J女子プロレス所属。

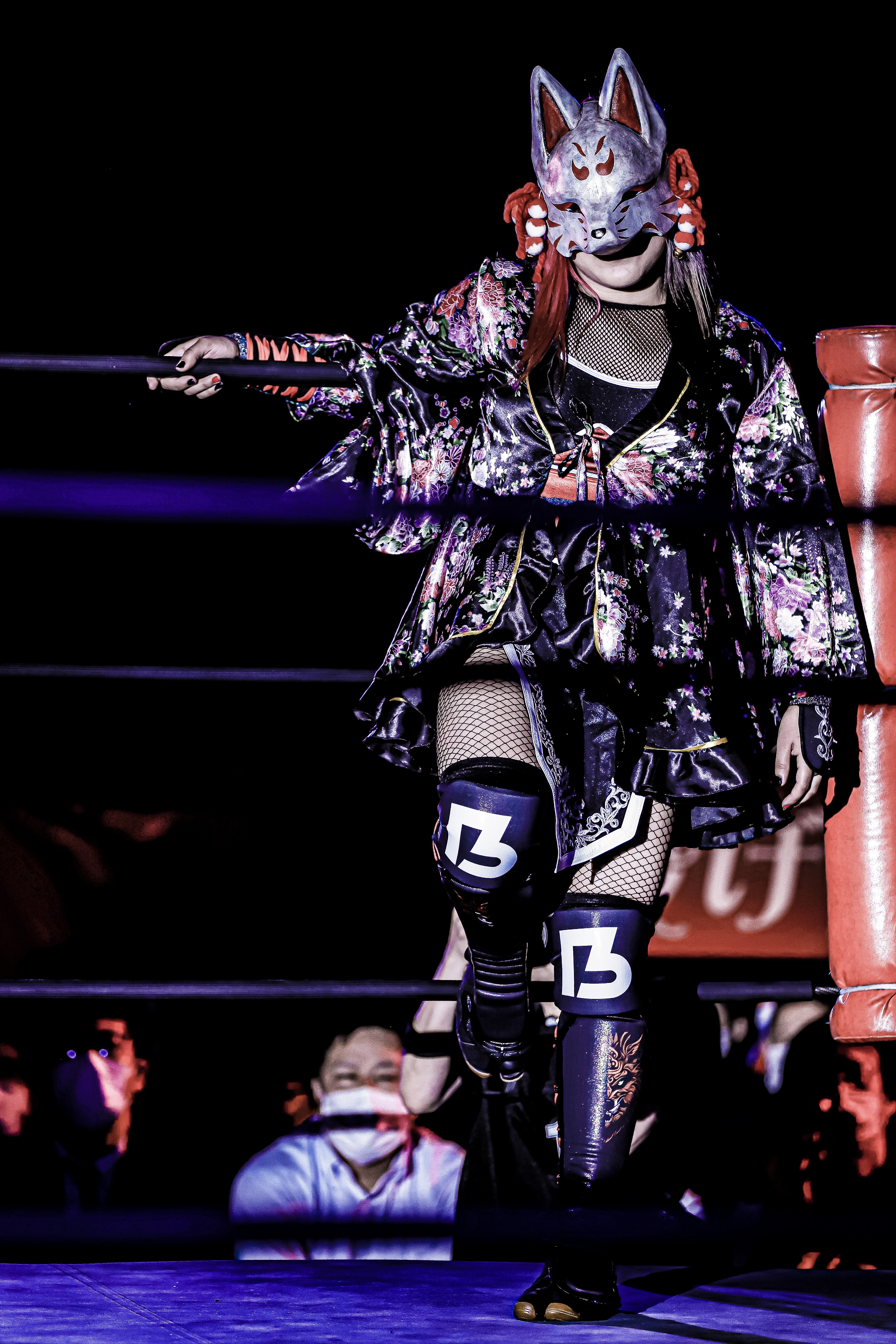
2023.05.16 SareeeISM新宿FACE大会 AKARI選手

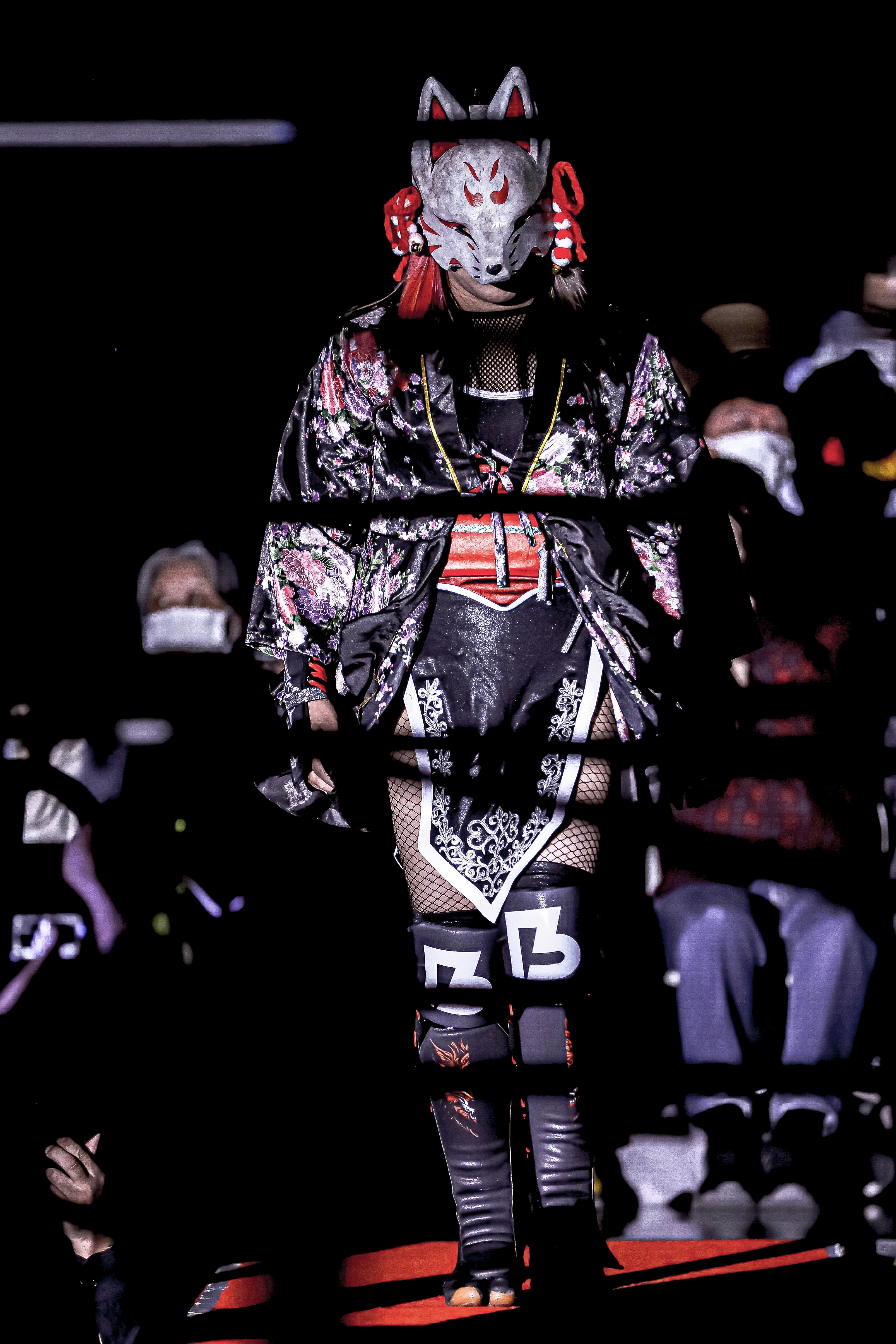
2023.05.16 SareeeISM新宿FACE大会 AKARI選手

## 所属
- PURE-J女子プロレス（2019年 - ）

## タイトル歴
PURE-J
- 第24代プリンセス・オブ・プロレスリング王座
- 第36代デイリースポーツ認定女子タッグ王座（パートナーは久令愛）